# Lauterbachia
Genre
Classification APG III (2009)
Lauterbachia est un genre de plantes à fleurs de la famille des Monimiaceae que l'on trouve en Papouasie-Nouvelle-Guinée. Il a été nommé d'après le botaniste Karl Lauterbach.

## Espèces
- Lauterbachia corallina K.Schum. ex Valeton (1913)
- Lauterbachia novoguineensis Perk. (1900)